# Дарик (новац)
Дарик је био златни ковани новац који се користио у Персијском царству. Био је врло велике квалитете, са чистоћом од 95,83%. Маса му је била 8385 грама, а садржавао је отисак персијског краља или великог ратника наоружаног луком и стрелом но није утврђено кога тачно приказује. Дарик је уведен у доба владавине Дарија Великог између 522. и 486. п.н.е, а престао се користити након Александрове инвазије 330. п. н. е. Након што је Александар Македонски освојио Персију, дарици су расптопљени и од њих се ковао нови, Александров новац. То је вероватно главни разлог због чега данас има врло мало сачуваних дарика, упркос њиховој раширености у доба владавине династије персијске Ахеменида.

## Етимологија
Стари Грци сматрали су како је кованица назив "дарик" (грч. dareikós statḗr) изведеница од имена персијског краља Дарија Великог, но вероватније се ради о изведенице персијске речи "зариг" што значи злато.

## Увођење
Пред крај 5. века п н. е., персијски сатрап и у Малој Азији почели су да кују сопствени новац, што је Дарије Велики сматрао строго кажњивим злочином будући како је израда кованица била искључиво краљевско право. Нумизматички докази сведоче како отисци на дарик или сиглос има приказују искључиво персијске велике краљеве, што је пракса коју је увео Дарије и која је била симбол његове владавине и персијске економске моћи.

## Историјски записи

### Стари завет
Дарик се неколико пута спомиње у Старом завету, будући да су Јевреји дошли у контакт са њиме након што су их Персијанци ослободили из ропства у Вавилону. Прва Књига хроника описује краља Давида који је тражио од народа донације да обнови Саломонов храм у Јерусалиму. Спомиње се како је "великодушно донирано од десет хиљада златица". Иако се према хронологији Старог завета Давидова владавина смешта између 1048. и 1007. п. н. е., Употреба дарика сматра се или анакронизмом или ауторском претварањем у ондашње новчане јединице.

### Древна Грчка
У античко време, дарик се прозван "стрелцем“. Пример спартански краљ Агесилај Други цпомиње како га је из Азије истерало Тридесет хиљада стрелаца, што вероватно упућује на мито које је добио од персијских сатрапа.
Спомиње се и "двоструки дарик" којим се служио или Дарије Трећи Или Александар Македонски између 350. и 330. п.н.е, Но о томе не постоји више поузданих информација.

## Галерија
- Ahemenidski персијски дарик, 4. век п. н. е.
- Предња и задња страна 'дарика'
- Персијски 'дарик'[1]
- 379. - 374. п.н.е), Британски музеј